# Kalistenika
Kalistenika (stgr. κάλλος kállos „piękno” i σθένος sthénos „siła”) – aktywność fizyczna polegająca na treningu oporowym opartym na ćwiczeniach z wykorzystaniem własnej masy ciała, takich jak np. „pompki”, „mostki”, „brzuszki” i „dipy”. Jest często łączona ze stretchingiem.

Pompki (inaczej: uginanie i prostowanie ramion w podporze przodem)

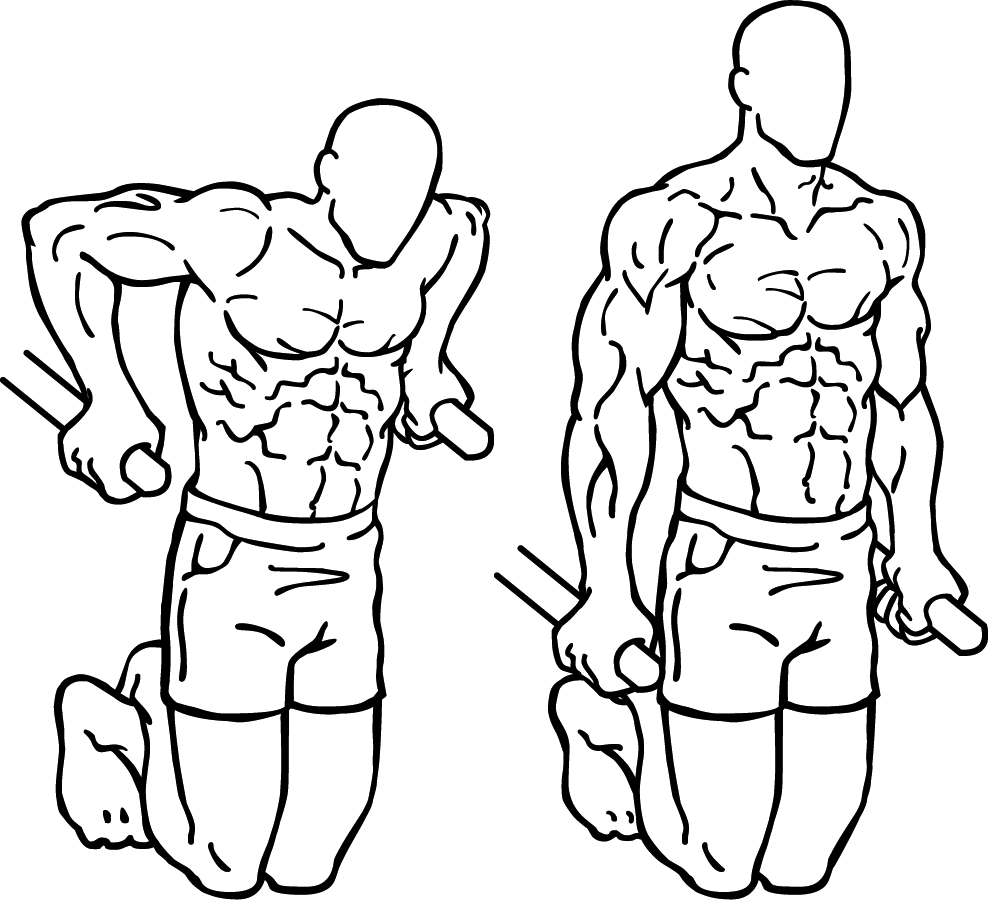
Pompki na poręczach (potoczna nazwa z ang. „dipy”)

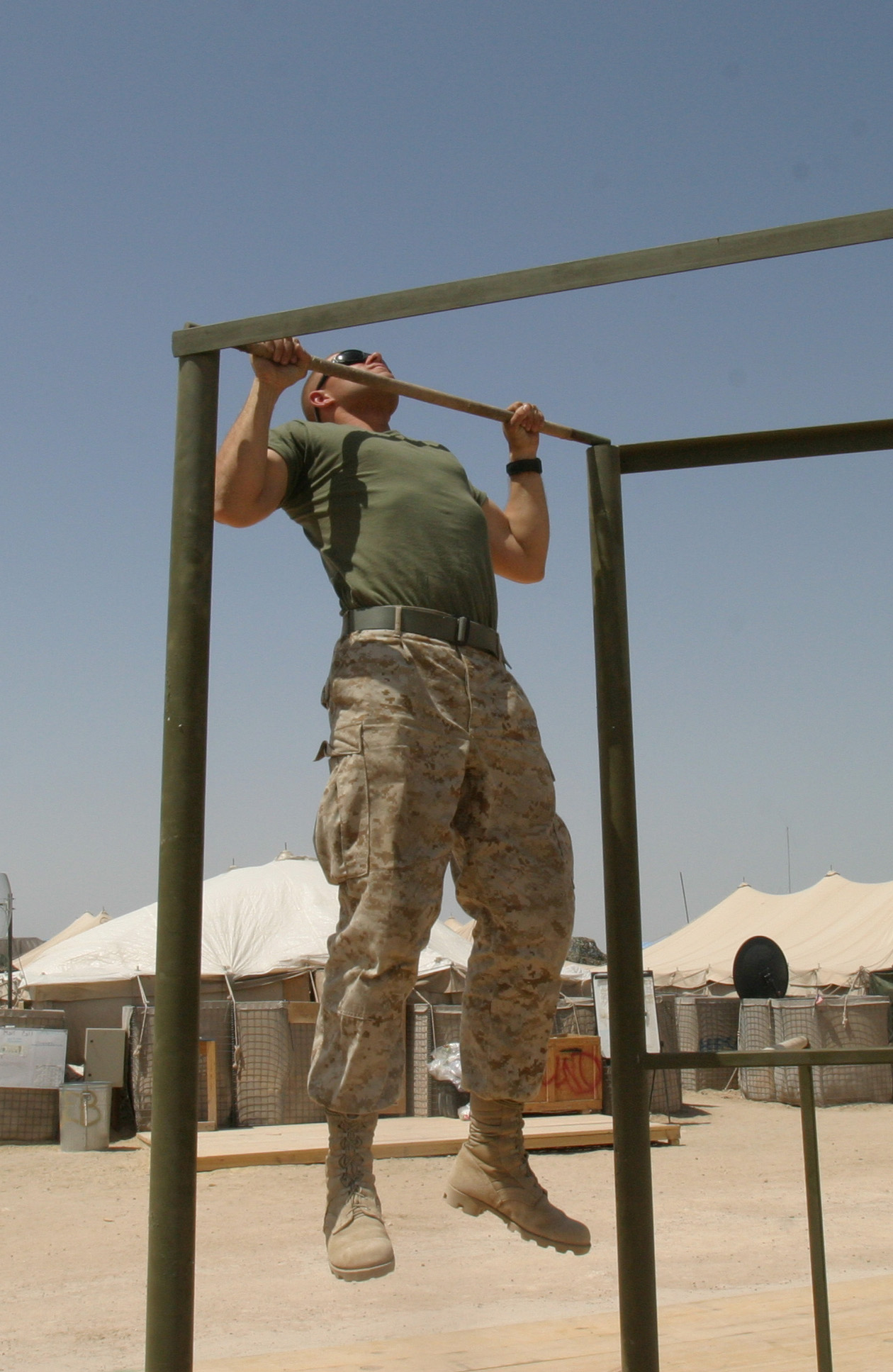
Żołnierz Marines podciągający się na drążku

„Dand”, znany również jako „hinduska pompka”, jest ćwiczeniem, które aktywuje i wzmacnia mięśnie rdzenia.

## Historia
Ta forma rozwoju fizycznego była szeroko stosowana przez starożytnych Greków i Rzymian, a jednym z pierwszych świadectw dotyczących kalisteniki jest relacja Herodota, który podaje, że była ona stosowana przez Spartan podczas treningu przed nadchodzącą bitwą pod Termopilami. Rzymski historyk Liwiusz napisał, że ćwiczenia z masą własnego ciała były również wykorzystywane przez gladiatorów trenujących w ludi (obozach kondycyjnych). Po upadku starożytnych cywilizacji basenu śródziemnomorskiego, tego typu trening był wykorzystywany w obozach szkoleniowych armii Bliskiego Wschodu, skąd podczas wojen krzyżowych „powrócił” do Europy, stając się ważnym elementem szkolenia giermków chcących zostać rycerzami.
W XIX wieku pruski dowódca wojskowy i nauczyciel Friedrich Ludwig Jahn opracował wiele rodzajów sprzętu do kalisteniki, takiego jak drążek czy poręcze równoległe, a dzięki jego działaniom powstała gimnastyka sportowa. W 1857 roku w Stanach Zjednoczonych Catherine Beecher napisała pracę Physiology and Calisthenics for Schools and Families, w której promowała takie ćwiczenia jako metodę doskonalenia własnych umiejętności, przeznaczoną głównie dla kobiet, lecz z czasem ćwiczenia stały się popularne wśród obu płci. W drugiej połowie XIX i początku XX wieku żyło wielu atletów i siłaczy, takich jak Arthur Saxon, Eugen Sandow, Doug Hepburn czy John Grimek, u których istotną rolę w budowaniu siły odegrały ćwiczenia z własną masą. Z czasem jednak kalistenika przekształciła się w gimnastykę. Ze względu na wzrost popularności siłowni w drugiej połowie XX wieku, w powszechnej świadomości przestała być uznawana za skuteczną metodę treningu, tracąc popularność na rzecz metodyki kulturystycznej.

## Street Workout
W drugim dziesięcioleciu XXI wieku kalistenika stała się ponownie popularna m.in. dzięki filmom umieszczanym na portalu YouTube z takimi osobami jak np. Denis Minin czy Hannibal for King, gdzie taką aktywność fizyczną określa się jako street workout (pol. trening uliczny).
O popularności Street Workout na świecie świadczy przede wszystkim liczba powstawania nowych grup utożsamiających się z tą aktywnością fizyczną, nazywanych najczęściej według schematu – Street Workout kraj/miejscowość. Np. Street Workout Russia, Street Workout Polska czy Street Workout Warszawa. Zazwyczaj grupy te są tworzone przez ludzi otwartych na promowanie kalisteniki w swoim społeczeństwie. Powstają inicjatywy edukowania (warsztaty, seminaria) i rywalizacji (zawody, mistrzostwa krajowe i międzynarodowe).
Aby Street Workout w przyszłości mógł znaleźć się wśród Sportów Olimpijskich, od 2016 roku w Polsce funkcjonuje Polski Związek Kalisteniki i Street Workoutu. Jest to wiodąca organizacja zajmująca się głównie rozpowszechnianiem kalisteniki i Street Workoutu oraz organizowaniem wydarzeń sportowych, w tym rywalizacji w sporcie na najwyższym poziomie. Od 2015 roku PZKiSW jest organizatorem „Mistrzostwa Polski – Eliminacje do Mistrzostw Świata WSWCF”, przy współpracy z międzynarodową organizacją World Street Workout and Calisthenics Federation. Dzięki temu wydarzeniu polscy zawodnicy mogli zaprezentować się na arenie międzynarodowej, wywieszając biało-czerwoną flagę podczas Mistrzostw Świata w Moskwie. W 2019 roku poprzez inicjatywę związku powstała pierwsza w Polsce liga – Workout Competition League, w której zawodnicy mogli zmierzyć się w dwóch kategoriach: „Freestyle” oraz „Power” na zasadach ligowych. Jako że nie każdy może się zakwalifikować na Mistrzostwa Polski czy też dostać się do ligi, PZKiSW zorganizowało również wiele mniejszych wydarzeń, podczas których zawodnicy z całego kraju mogli sprawdzić swoje siły. W celu popularyzacji sportu związek aktywnie promuje kalistenikę również poprzez organizację wielu pokazów oraz szkoleń.
W Polsce funkcjonuje Polska Federacja Kalisteniki i Street Workout, utworzona za inicjatywą grupy Street Workout Poland, której celem jest popularyzacja kalisteniki i Street Workoutu w społeczeństwie. Od 2013 roku organizowane są tzw. Street Workout Poland Championships, czyli Mistrzostwa Polski, w których zawodnicy z całego kraju rywalizują ze sobą w dwóch kategoriach: freestyle oraz siłowej.
Zamiennie dla określenia Street Workout używane jest także Ghetto Workout (głównie w USA). Wynika to przede wszystkim z warunków, które panują w miejscach, gdzie to nazewnictwo powstało. Zostało stworzone przez ludzi zamieszkujących tzw. getta, z którymi się silnie utożsamiają.

## Kalisteniki kooperacyjne
W ramach ćwiczeń kooperacyjnych dwóch lub więcej uczestników pomaga sobie nawzajem. Takie ćwiczenia są również znane jako ćwiczenia partnerskie lub ćwiczenia na ciężar ciała z partnerem. Zwykle jedna osoba wykonuje ćwiczenie, a druga stawia opór, na przykład osoba wykonująca przysiady z kimś na plecach. Niektóre ćwiczenia obejmują także korzystanie ze sprzętu. Dwie osoby mogą trzymać się różnych końców liny i ciągnąć w różnych kierunkach. Jedna osoba celowo stawia mniejszy opór, umożliwiając drugiej osobie poruszanie się w pełnym zakresie ruchu. Wadą takich ćwiczeń w porównaniu z wolnymi ciężarami lub maszynami jest trudność zmierzenia, jak duży opór jest stawiany przez partnera. Ich zaletą jest to, że pozwalają na dodanie stosunkowo wysokiego poziomu odporności przy opcjonalnym wyposażeniu. Dlatego gimnastyka kooperacyjna może być równie dobrze uprawiana na boisku, jak i na siłowni. Jest również na tyle wszechstronna, że można ją wykorzystać do różnych celów treningowych, nie tylko siłowych. Na przykład przysiad z partnerem można przekształcić w ćwiczenie skoncentrowane na sile, skacząc z partnerem, a nawet podnosząc go na jedno kolano.

Przeczytaj ostrzeżenie dotyczące informacji medycznych i pokrewnych zamieszczonych w Wikipedii.